# 舍巴東山

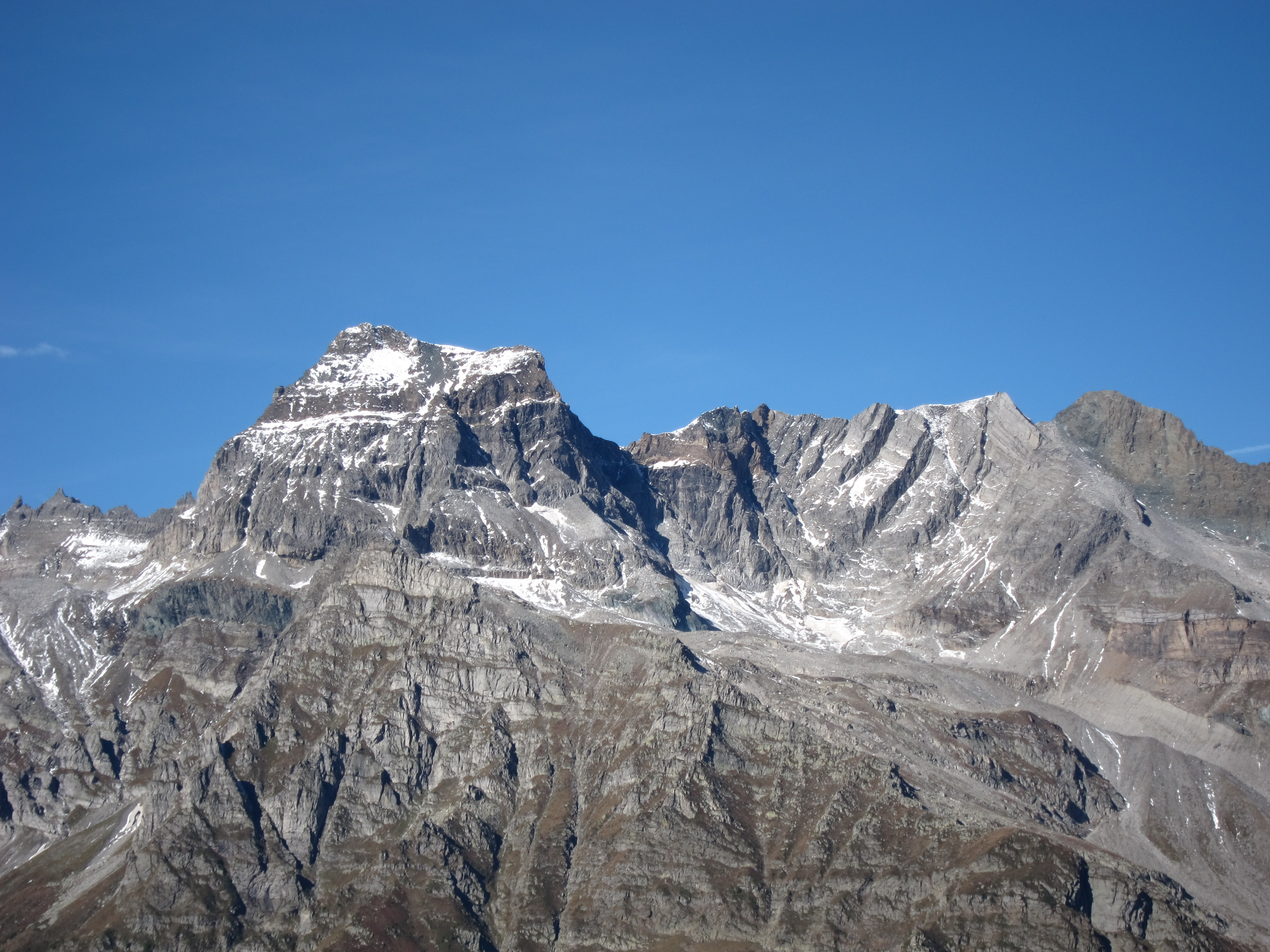

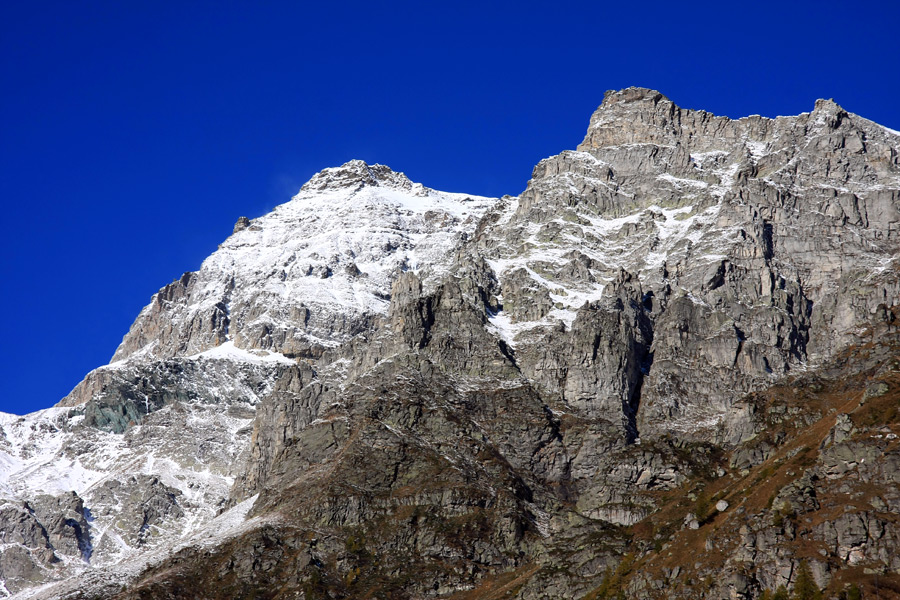

46°19′27″N 8°13′23″E / 46.32417°N 8.22306°E
舍巴東山（義大利語：Monte Cervandone），是歐洲的山峰，位於瑞士和意大利接壤的邊境，由韋爾巴諾-庫西奧-奧索拉省和皮埃蒙特大區負責管轄，屬於勒蓬廷阿爾卑斯山脈的一部分，海拔高度3,211米。

## 外部連結
- Scherbadung on Hikr （页面存档备份，存于）